# Lista organizacji terrorystycznych według Departamentu Stanu USA
Lista organizacji terrorystycznych Departamentu Stanu USA (U.S. State Department list of Foreign Terrorist Organizations) jest listą zagranicznych ugrupowań uważanych przez rząd USA za organizacje terrorystyczne wobec USA. Jej przygotowywaniem zajmuje się Biuro Koordynatora ds. Przeciwdziałania Terroryzmowi, działające w strukturach Departamentu Stanu USA. Podstawą prawną powstawania listy jest sekcja 219 amerykańskiej ustawy o imigracji i obywatelstwie. 

## Kryteria kwalifikacji na listę
Aby znaleźć się na liście, organizacja musi spełniać trzy poniższe kryteria:
1. Musi być organizacją zagraniczną (z siedzibą w USA się nie zalicza);
2. Musi być zaangażowana w działalność terrorystyczną lub terroryzm, bądź też utrzymywać zdolność i zamiar takiego zaangażowania (wszystkie te pojęcia są dokładnie zdefiniowane w amerykańskim prawie[potrzebny przypis]);
3. Działalność organizacji musi zagrażać bezpieczeństwu obywateli USA lub bezpieczeństwu narodowemu tego państwa (przy czym za aspekty tego bezpieczeństwa uznaje się również stosunki zagraniczne oraz bezpieczeństwo ekonomiczne).

## Konsekwencje prawne umieszczenia na liście
Prawo amerykańskie przewiduje następujące obostrzenia w odniesieniu do wpisanych na listę organizacji:
1. Wszystkich obywateli USA oraz osoby znajdujące się pod jurysdykcją amerykańską obowiązuje zakaz udzielania organizacji jakiegokolwiek wsparcia (w tym finansowego);
2. Członkowie organizacji, o ile nie posiadają obywatelstwa USA, otrzymują zakaz wjazdu na terytorium tego kraju, a jeśli już się na nim znaleźli, w niektórych przypadkach podlegają deportacji;
3. Każda amerykańska instytucja finansowa (bank, towarzystwo funduszy inwestycyjnych itp.), do której zostały lub zostaną przekazane środki należące do takiej organizacji ma obowiązek je zamrozić (zakazany jest ich zwrot organizacji) i powiadomić o tym fakcie specjalną komórkę Departamentu Skarbu.

## Współczesna lista
Obowiązująca obecnie lista organizacji terrorystycznych Departamentu Stanu USA:
1. Organizacja Abu Nidala (ANO) (od 8 października 1997)
2. Grupa Abu Sajjafa (od 8 października 1997)
3. Aum Shinrikyō (od 8 października 1997)
4. Baskijska Ojczyzna i Wolność (ETA) (od 8 października 1997)
5. Dżama’a Islamijja (Islamic Group) (od 8 października 1997)
6. Hamas (Islamic Resistance Movement) (od 8 października 1997)
7. Harkat-ul-Mudżahedin(inne języki) (HUM) (od 8 października 1997)
8. Hezbollah (Partia Boga) (od 8 października 1997)
9. Kach (od 8 października 1997)
10. Partia Pracujących Kurdystanu (PKK) (od 8 października 1997)
11. Tamilskie Tygrysy (LTTE) (od 8 października 1997)
12. Armia Wyzwolenia Narodowego (ELN) (od 8 października 1997)
13. Front Wyzwolenia Palestyny (PLF) (od 8 października 1997)
14. Palestyński Islamski Dżihad (PIJ) (od 8 października 1997)
15. Ludowy Front Wyzwolenia Palestyny (PFLF) (od 8 października 1997)
16. Ludowy Front Wyzwolenia Palestyny – Główne Dowództwo (PFLP-GC) (od 8 października 1997)
17. Rewolucyjne Siły Zbrojne Kolumbii (FARC) (od 8 października 1997)
18. Organizacja Rewolucyjna 17 listopada (od 8 października 1997)
19. Rewolucyjna Partia i Front Wyzwolenia (od 8 października 1997)
20. Świetlisty Szlak (od 8 października 1997)
21. Al-Ka’ida (od 8 października 1999)
22. Islamski Ruch Uzbekistanu (IMU) (od 25 września 2000)
23. Prawdziwa Irlandzka Armia Republikańska (od 16 maja 2001)
24. Zjednoczone Siły Samoobrony Kolumbii (AUC) (od 10 września 2001)
25. Dżajsz-e-Muhammad(inne języki) (JEM) (Armia Mohameda) (od 26 grudnia 2001)
26. Laszkar-i-Toiba (LT) (od 26 grudnia 2001)
27. Brygady Męczenników Al-Aksa (od 27 marca 2002)
28. Ansar al-Islam (od 27 marca 2002)
29. Al-Ka’ida Islamskiego Maghrebu (AQIM) (wcześniej: Salaficka Grupa Modlitwy i Walki) (GSPC) (od 27 marca 2002)
30. Nowa Armia Ludowa – Komunistyczna Partia Filipin (CPP/NPA) (od 9 sierpnia 2002)
31. Dżama’a Islamijja (JI) (od 23 października 2002)
32. Laszkar-e-Dżangwi (od 30 stycznia 2003)
33. Osbat al-Ansar(inne języki) (od 22 marca 2004)
34. Kontynuacja Irlandzkiej Armii Republikańskiej (CIRA) (13 lipca 2004)
35. Libijska Islamska Grupa Bojowa (LIFG) (od 17 grudnia 2004)
36. Islamskie Państwo w Iraku i Lewancie (ISIS), (wcześniej: Jama'at al-Tawhid wa'al-Jihad) (JTJ) (od 17 grudnia 2004)
37. Islamski Dżigah (od 17 czerwca 2005)
38. Harakat ul-Dżihad-al-Islami (od 5 marca 2008)
39. Asz-Szabab (od 18 marca 2008)
40. Walka Rewolucyjna (od 18 maja 2009)
41. Kata’ib Hizb Allah (od 2 lipca 2009)
42. Al-Ka’ida Półwyspu Arabskiego (od 19 stycznia 2010)
43. Czarne Słońce (CS) (od 23 lutego 2010)
44. Tehrik-i-Taliban Pakistan (od 1 września 2010)
45. Dżundallah (od 4 listopada 2010)
46. Armia Islamu (od 23 maja 2011)
47. Indyjscy Mudżahedini (od 19 września 2011)
48. Dżimah Anszurut Tauhid (od 13 marca 2012)
49. Brygady Abdullaha Azzama (od 30 maja 2012)
50. Siatka Hakkaniego (od 19 września 2012)
51. Ansar ad-Din (od 22 marca 2013)
52. Boko Haram (od 13 listopada 2013)[2]
53. Front Obrony Muzułmanów w Czarnej Afryce (od 13 listopada 2013)[2]
54. Zamaskowana Brygada (od 18 grudnia 2013)[3]
55. Ansar Bajt al-Makdis (od 9 kwietnia 2014)[4]

## Ugrupowania skreślone z listy
1. Demokratyczny Front Wyzwolenia Palestyny (8 października 1997 - 8 października 1999)
2. Czerwoni Khmerzy (8 października 1997 - 8 października 1999)
3. Patriotyczny Front Manuela Rodrigueza (8 października 1997 - 8 października 1999)
4. Japońska Armia Czerwona (8 października 1997 - 8 października 2001)
5. Ruch Rewolucyjny im. Tupaca Amaru (8 października 1997 - 8 października 2001)
6. Rewolucyjne Nuklei (ELA) (8 października 1997 - 18 maja 2009)
7. Zbrojna Grupa Islamska (GIA) (8 października 1997 - 15 października 2010)
8. Mudżahedin-el-Kalq (MEK) (8 października 1997 - 28 września 2012)
9. Marokańska Islamska Grupa Walcząca (GICM) (11 października 2005 - 28 maja 2013)